# لوكاس ألبرتو بيريرا دا سيلفا
لوكاس ألبرتو بيريرا دا سيلفا هو لاعب كرة قدم برازيلي، ولد في 16 يونيو 1992 في مونتيس كلاروس في البرازيل. لعب مع نادي أكاديميكا كويمبرا ونادي سيارا ونادي فيتوريا.